# Microchromis
Genre
Microchromis est un genre de poissons de la famille des Cichlidae. Les deux espèces de ce genre sont endémiques du lac Malawi en Afrique.

## Liste des espèces
Selon World Register of Marine Species (25 décembre 2020) :
- Microchromis aurifrons Tawil, 2011
- Microchromis zebroides Johnson, 1975

## Publication originale
- (en) Don S. Johnson (d), « More new Malawi cichlids. A proposed method of classifying species of the genera Melanochromis and Pseudotropheus by color pattern », Today's Aquarist, vol. 2, no 1,‎ juin 1975, p. 15-25 (ISSN 1040-2098).